# Хаякава Рен
Хаякава Рен  (яп. 早川 漣, 24 серпня 1987) — японська лучниця корейського походження, олімпійська медалістка.

## Виступи на Олімпіадах
| Олімпіада   | Дисципліна | Місце |
| ----------- | ---------- | ----- |
| Лондон 2012 | особисті   | 9     |
| Лондон 2012 | командні   | 3     |
| Токіо 2020  | особисті   | 9     |
| Токіо 2020  | командні   | 5     |